# Бад Грьоненбах
Бад Грьоненбах (на немски: Bad Grönenbach) е град в Швабия, в Долен Алгой в югозападна Бавария, Германия с 5548 жители (към 31 декември 2016).
Бад Грьоненбах се намира на ок. 13 км южно от град Меминген. От 1954 г. Бад Грьоненбах е държавно признат курорт (Kneippkurort/Kneippheilbad).
Грьоненбах е споменат за пръв път в документ през 1099 г.